# Mullard
Mullard war ein britischer Hersteller von elektronischen Bauteilen. Die ursprüngliche Mullard Radio Valve Co. Ltd. wurde 1920 von Stanley R. Mullard gegründet. Im Jahr 1923 ging Mullard eine Partnerschaft mit dem niederländischen Elektrokonzern Philips ein, der im Jahr 1927 sämtliche Anteile an Mullard übernahm.

## Geschichte
Captain Stanley R. Mullard hatte zunächst Elektronenröhren für die Admiralität entwickelt und wurde dann Managing Director der Z Electric Lamp Co. 1920 gründete er in London die Mullard Radio Valve Co. Ltd. Nach der Gründung der BBC im Jahr 1922 stieg der Bedarf an Radioröhren in Großbritannien. Um diesen zu bedienen, ging Mullard 1923 eine Partnerschaft mit Philips ein, die bereits 1918 ihre erste Radioröhre auf den Markt gebracht hatten. 1927 übernahm Philips dann Mullard komplett. 1928 brachte Mullard auf Basis von Philips-Patenten die erste Pentode auf den britischen Markt.
Weitere Fabrikationsstätten eröffnete Mullard u. a. in Mitcham (1929) und Blackburn (Ende der 1930er-Jahre). Später stellte Mullard auch Halbleiter in Southampton und Stockport bei Manchester her. Die ersten Produkte waren Germanium-Transistoren (OC50, OC51, Spitzentransistoren, später OC70 und OC80 im Glasgehäuse), dann auch integrierte Schaltungen.
Ende der 1980er-Jahre vereinte Philips die Halbleiteraktivitäten in der Sparte Philips Semiconductors (heute NXP Semiconductors), die (früher regionalen) Marken wie Valvo, Signetics und Mullard wurden nicht mehr verwendet.
Die IC-Fabrik in Southampton wurde 2011 geschlossen, in der NXP-Fabrik in Manchester werden heute Leistungshalbleiter produziert.

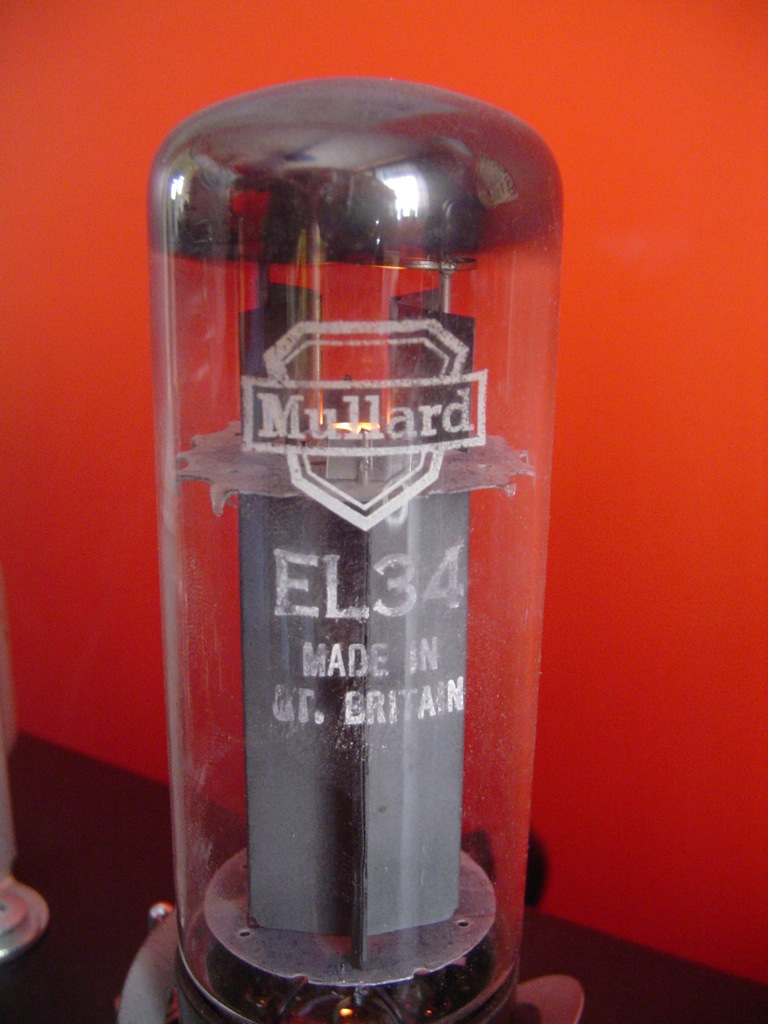
Mullard Leistungspentode EL34
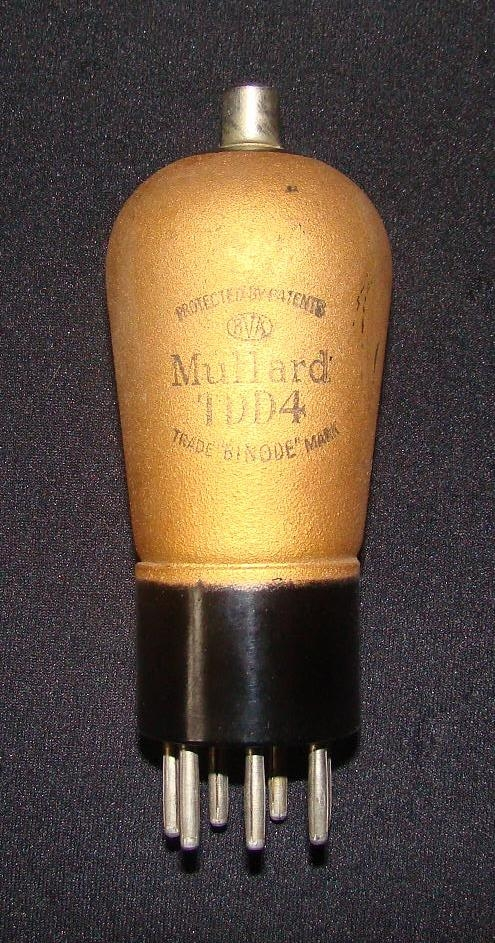
Historische Triode TDD4
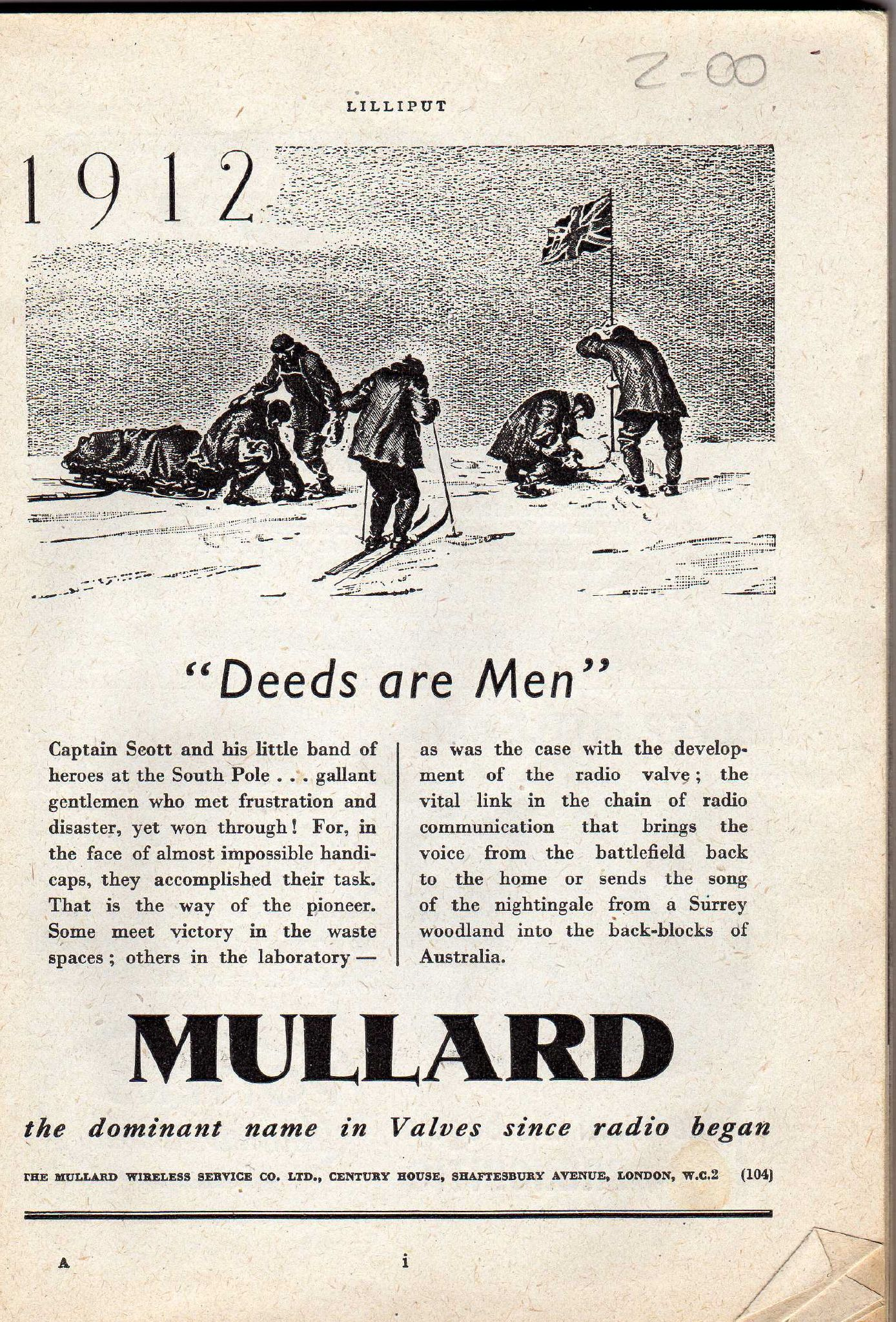
Werbung 1945
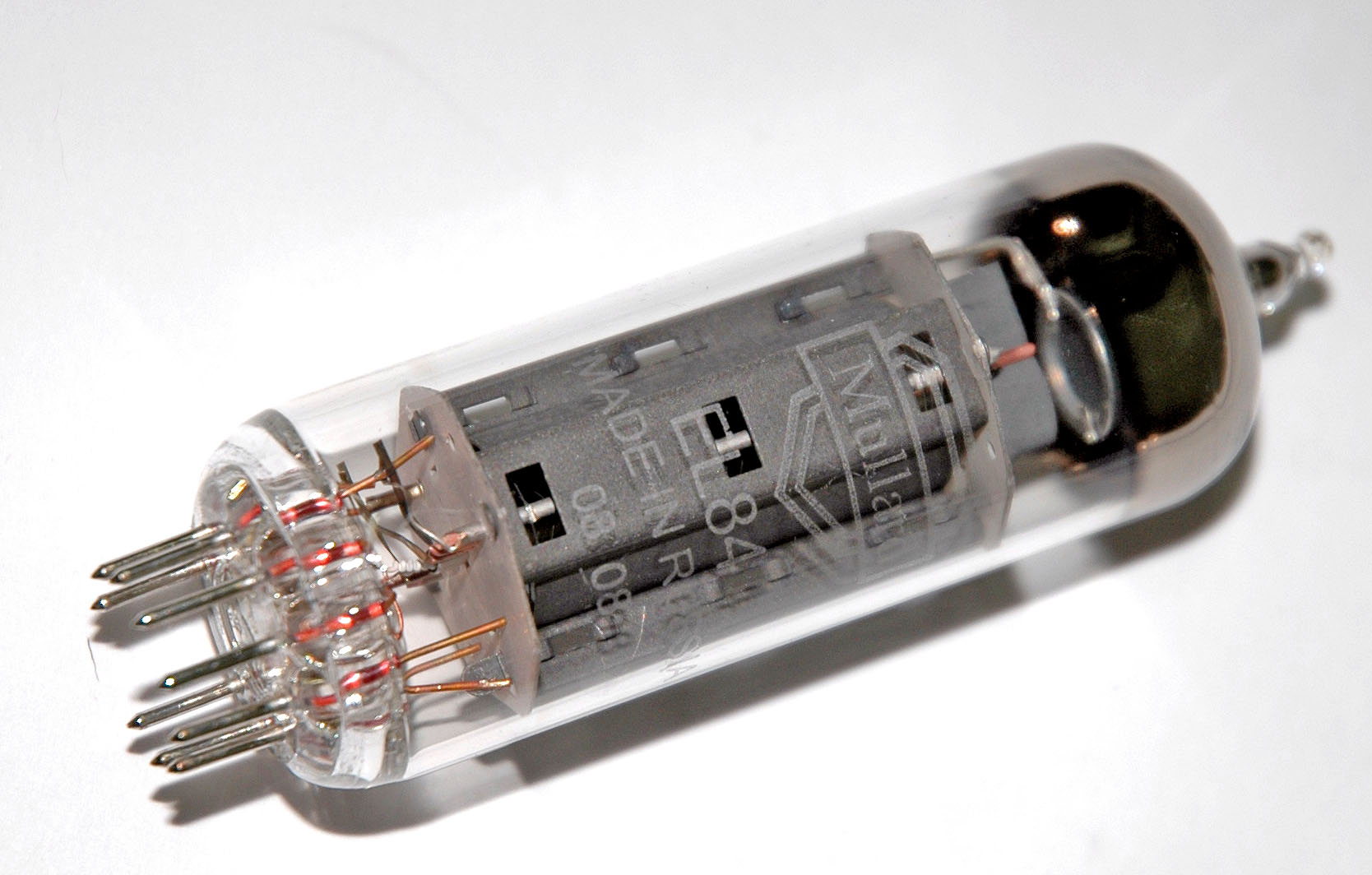
EL84 der Marke Mullard aus russischer Fertigung von Sovtek

## Markenname
Die Marke Mullard wird vom amerikanischen Unternehmen New Sensor Corporation (Sovtek, Electro-Harmonix) weiterverwendet. Es werden Varianten der Elektronenröhren vom Typ ECC83 und EL34 unter dem Namen Mullard angeboten. Primärer Einsatzbereich sind Röhrenverstärker wie Gitarrenverstärker.